# Echyra oberthuri
Echyra oberthuri är en skalbaggsart som beskrevs av Marc Lacroix 1997. Echyra oberthuri ingår i släktet Echyra och familjen Melolonthidae. Inga underarter finns listade i Catalogue of Life.